# Vírgala Menor
Vírgala Menor (Birgarabarren en euskera) es una localidad del concejo de Vírgala Mayor, que está situado en el municipio de Arraya-Maestu, en la provincia de Álava.

## Historia
Hacia mediados del siglo XIX, el lugar, por entonces perteneciente a Arraya, tenía contabilizada una población de 53 habitantes. Aparece descrito en el decimosexto y último volumen del Diccionario geográfico-estadístico-histórico de España y sus posesiones de Ultramar de Pascual Madoz con las siguientes palabras:

VIRGALA MENOR: v. del ayunt. de Arraya en la prov. de Alava (á Vitoria 4 1/2 leg.), part. jud. de Salvatierra (3), aud. terr. de Búrgos (24), c. g. de las Provincias Vascongadas y dióc. de Calahorra (12): sit. en un llano rodeado de montes algo elevados; clima templado. Tiene 45 casas; igl. parr. (la Concepcion) servida por un beneficiado; una ermita (San Adrian), y para el surtido de los hab. varias fuentes de aguas comunes y saludables. El térm. confina N. Virgala Mayor; E. Leorza, S. Corres, y O. Arlucea; comprendiendo dentro de su circunferencia varios montes. El terreno es de inferior calidad; le atraviesa un r. con un puente de madera. caminos: el que dirige á Vitoria en mediano estado: el correo se recibe de esta c. prod.: toda clase de cereales y legumbres: cria ganado de toda especie, como igualmente caza; pesca de truchas. ind.: ademas de la agricultura y ganaderia hay un molino harinero. pobl.: 8 vec., 53 alm. contr.: con su ayunt. (V.)
(Madoz, 1850, p. 332)

En la actualidad, pertenece al municipio de Arraya-Maestu. En 2022, tenía empadronados seis habitantes.

## Demografía
| Gráfica de evolución demográfica de Vírgala Menor entre 2000 y 2017 |
|                                                                     |
| Población de derecho según los censos de población del INE.         |

## Patrimonio
Hay en el lugar una iglesia de la Concepción de Nuestra Señora.